# Teodors Spāde
Teodors Spāde (* 7. März 1891 in Ventspils; † 25. Juli 1970 in Temirtau) war ein lettischer Marineoffizier. Von 1931 bis 1940 war er höchster Offizier der lettischen Flotte.

## Leben
Teodors Spāde wurde in Ventspils als Sohn eines Kutschers geboren. Dem Sohn wurde der Schulbesuch in Riga ermöglicht, wo dieser auch 1914 das dortige Polytechnikum im Fach Mechanik absolvierte. Als Student war er Teilnehmer einer Expedition nach Sibirien und dem Nordpolarmeer gewesen.
Mit Beginn des Ersten Weltkriegs wurde Spāde zur Marine eingezogen, absolvierte 1915 die Offiziersschule in St. Petersburg und war dann bei der russischen Schwarzmeerflotte eingesetzt. Hier kommandierte er verschiedene Torpedoboote und war ab 1917 beim Flottenstab in Batumi. Dort verheiratete er sich mit der Grusinierin Nadežda Švelidze-Petrows. Nach der Oktoberrevolution diente Spāde in den Flotten der Ukrainischen Volksrepublik und dann der Republik Georgien. 1918 geriet er in türkische Haft, als deren Militär Batumi besetzt hatte. Ab Oktober 1918 stellte er sich den Flotten der Generale Denikin und danach Wrangel zur Verfügung. 1920 war er Kommandant des wichtigen Hafens Sewastopol.
Nach der Evakuierung der Reste von Wrangels Armee, kehrte Spāde nach Lettland zurück. Bis 1926 war er bei mehreren zivilen Reedereien beteiligt, bevor er zum Militär zurückkehrte. Dort wurde er bei der Abteilung Seeaufklärung verwendet. In Vorbereitung auf höhere Ämter absolvierte Spāde bis 1928 die Akademie der französischen Kriegsmarine in Paris. Nach der Rückkehr wurde er 1929 zum Kapitän des Flaggschiffs der lettischen Marine ernannt, um 1931 Nachfolger Archibald von Keyserlings als Chef des Küstenschutzgeschwaders zu werden. Im Jahr 1938 wurde Spāde, zum Admiral befördert, zum Kommandeur der lettischen Kriegsflotte ernannt.
Wegen der Okkupation Lettlands durch die Sowjetunion 1940 erfolgte zuerst die Entlassung Spādes und dann am 14. Juni 1941 dessen Verhaftung und Deportation in die Gegend von Tomsk. Spāde durchlief verschiedene Straflager. Trotz einer Amnestie nach Stalins Tod 1953 durfte er nicht nach Lettland zurückkehren. Er arbeitete bis zu seinem Tod als Buchhalter eines Krankenhauses in der Stadt Temirtau in Kasachstan. Sein Leichnam wurde 1990 in die Heimatstadt Ventspils umgebettet.